# Dangal

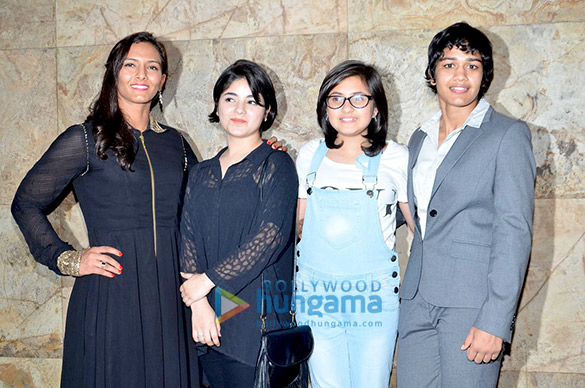
Geeta Phogat, Zaira Wasim, Suhani Bhatnagar y Babita Kumari en el estreno especial de "Dangal"

Dangal: El Honor (Dangal, trad. Competencia de lucha libre) es una película biográfica deportiva dramática dirigida por Nitesh Tiwari. Es protagonizada por Aamir Khan como Mahavir Singh Phogat, quien enseñó lucha libre a sus hijas Geeta Phogat y Babita Kumari. La primera es la primera luchadora femenina de India en ganar en los Juegos de la Commonwealth de 2010, donde ganó la medalla de oro. Su hermana Babita Kumari ganó la medalla de plata. "Dangal" es el término hindi para "una competencia de lucha libre".
La música para Dangal fue compuesta por Pritam, mientras que las letras fueron escritas por Amitabh Bhattacharya. Kripa Shankar Bishnoi, entrenador del equipo femenino indio de lucha libre, entrenó a Aamir Khan y todo el reparto para las secuencias de lucha libre.
Dangal tuvo su lanzamiento el 23 de diciembre de 2016.

## Historia
Dangal trata de Mahavir Singh Phogat (Aamir Khan) un ex campeón de lucha libre. Está casado con Shobha Kaur (Sakshi Tanwar). El sueño de Phogat es ganar una medalla de oro para la India en la lucha libre, pero su padre hace que deje el deporte para tener un trabajo con el que hacer dinero. Él promete que su hijo por nacer lo hará. Pero Phogat se siente decepcionado cuando Shobha da a luz a cuatro hijas. No cree que las chicas puedan luchar bien. Sin embargo, cuando dos de sus hijas, Geeta y Babita, vuelven a casa después de golpear a dos niños, Phogat se da cuenta de lo equivocado que estaba y comienza a entrenar a sus hijas en la lucha libre. La película es la historia de cómo Phogat entrenó a sus hijas para convertirse en luchadores profesionales.

## Reparto
- Aamir Khan como Mahavir Singh Phogat.
- Sakshi Tanwar como Daya Shobha Kaur, esposa de Mahavir Singh Phogat.
- Fatima Sana Shaikh como Geeta Phogat, hija mayor de Mahavir Singh Phogat.
- Zaira Wasim como la joven Getta.
- Sanya Malhotra como Babita Kumari, hija menor de Mahavir Singh Phogat.
- Suhani Bhatnagar como la joven Babita.
- Vivan Bhatena.
- Aparshakti Khurrana.
- Rajkummar Rao como Krishna Singh Phogat, sobrino de Mahavir Singh Phogat.

## Banda sonora
La música de la película fue compuesta por Pritam, con letras de Amitabh Bhattacharya. Se informó que Daler Mehndi ha cantado una canción en la película.

## Lista de canciones
| N.º | Título | Escritor(es) | Duración |  |
| 1.  | «Haanikaarak Bapu» (Sarwar Khan & Sartaz Khan Barna, Saddy Ahmad (voces adicionales: Kheta Khan & Dayam Khan)) |              | 4:22     |  |
| 2.  | «Dhaakad» (Raftaar)                                                                                            |              | 2:56     |  |

## Sitios externos
- Dangal en Internet Movie Database (en inglés).